# Xylospongium

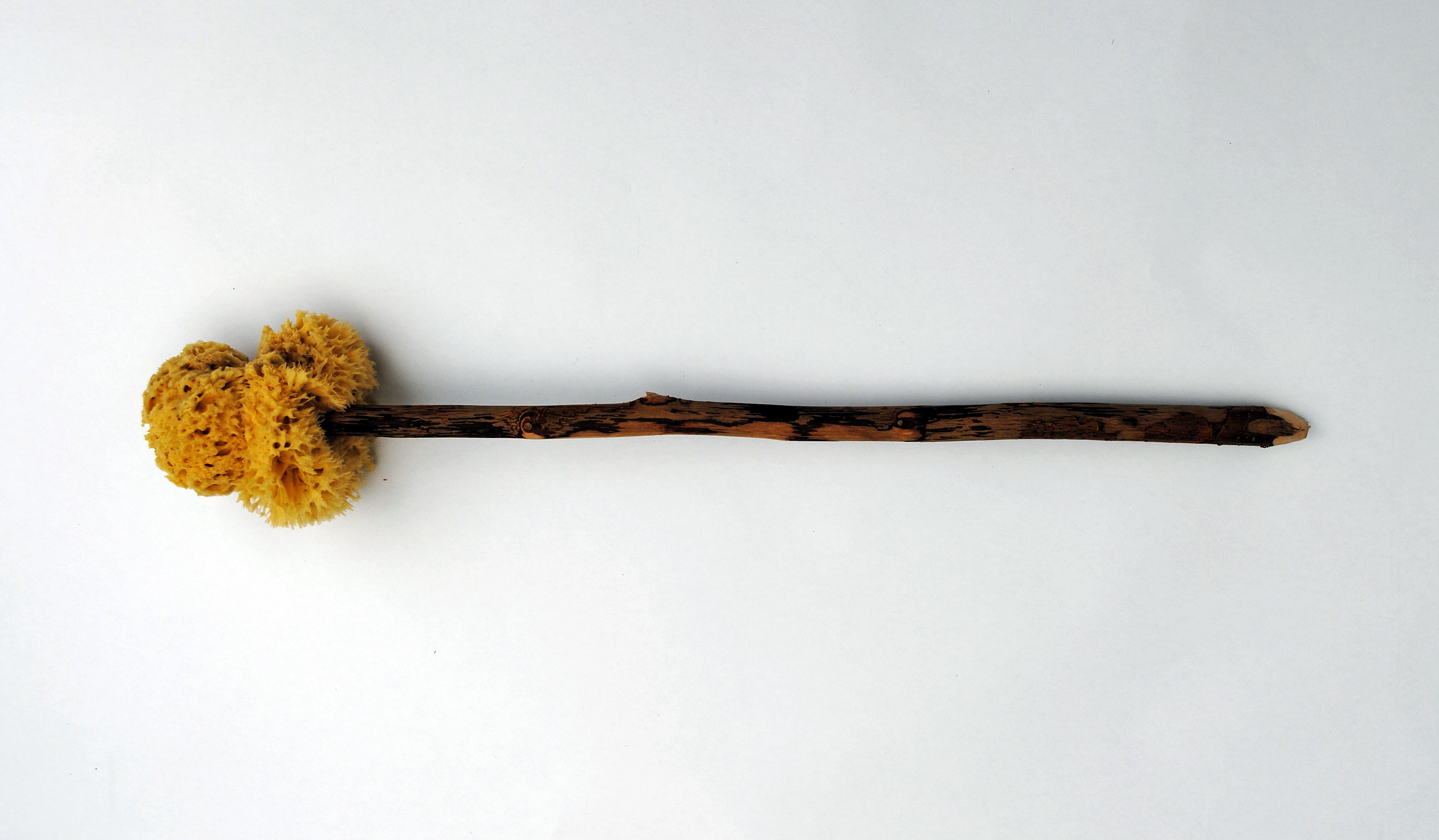
Une réplique de xylospongium

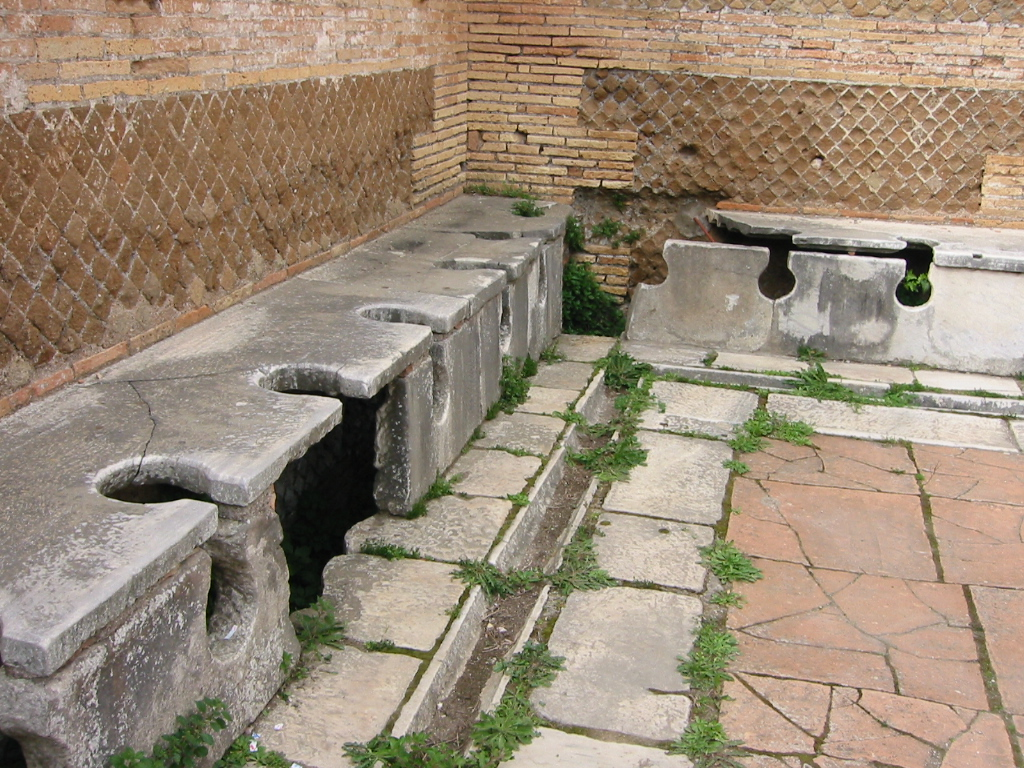
Latrines romaines antiques à Ostia Antica

Le xylospongium (grec) ou tersorium (romain), qui désigne une éponge montée sur un bâton, était un ustensile "hygiénique" qui aurait été utilisé par les Romains antiques pour essuyer leurs fesses après la défécation. Il était composé d'un bâton en bois (en grec ξύλον, xúlon) avec une éponge (en grec σπόγγος, spóngos) fixé à son extrémité.
Le tersorium était partagé par des personnes utilisant des latrines publiques. Pour nettoyer l'éponge, ils la lavaient dans une cuve ou un seau avec de l'eau et du sel ou du vinaigre. C'était un terrain fertile pour les bactéries, à l'origine de maladies, si bien que l'utilisation de cette éponge collective à la disposition des usagers fait débat auprès des historiens. Dans l'antiquité classique, le xylospongium aurait été utilisé de la même manière que nous utilisons une brosse de toilettes.

## Sources antiques
Dans les bains des sept sages d'Ostie, une fresque du IIe siècle contient l'inscription (u)taris xylosphongio, qui est la première mention connue du terme. Au début du deuxième siècle une lettre sur papyrus de Claudius Terentianus à son père Claudius Tiberianus utilise le terme xylospongium dans une phrase.
Au milieu du premier siècle, Sénèque rapporta qu'un gladiateur germanique s'était suicidé avec une éponge sur un bâton. Le Germain s'était caché dans les latrines d'un amphithéâtre et avait poussé le bâton de bois dans son gosier pour s'étouffer  jusqu'à la mort.